# San Cristóbal Acasaguastlán
San Cristóbal Acasaguastlán es un municipio del El Progreso de la región nor-oriente de la República de Guatemala. San Cristóbal Acasaguastlán se encuentra en la orilla norte del Río Motagua a una altitud de 250 m. Tenía una población de 7.820 personas en el censo de 2018,

## Toponimia

### Nombre en castellano -
Muchos de los nombres de los municipios y poblados de Guatemala constan de dos partes: el nombre del santo católico que se venera el día en que fueron fundados y una descripción con raíz náhuatl; esto se debe a que las tropas que invadieron la región en la década de 1520 al mando de Pedro de Alvarado estaban compuestas por soldados españoles y por indígenas tlaxcaltecas y cholultecas.

### Nombre en Náhuatl:
Acasaguastlán justamente tomó su nombre de ser un centro comercial, porque se deriva de «acasaguastli», término náhuatl para el "abanico", instrumento de estatus del mercader, como vemos en muchas imágenes. La equivalencia en k’iche’ o kaqchikel para el topónimo es Walil, y así es mencionado en varios documentos indígenas. 
De conformidad con lo anotado por Manuel García Elgueta, las dos partes de que se forma el nombre «Acasaguastlán» son «Acatzau» (torditos) y «Aztlán» (abundancia de garzas), conforme a la etimología de las voces náhuatl. De esta forma, el significado del nombre sería «Lugar de garzas y torditos».[cita requerida]

### Otras acepciones
Existen diferentes vocablos para referirse a «Acasaguastlán», tales como: «Acaceuastlan», «Cazaguastlan», «Casabastlan»,
«Zicazahuastlan», «Acarabastlan»; todos ellos hacen alusión a la situación geográfica del poblado, ya que éste se encuentra situado en un cerro de piedra en las márgenes del río Motagua.[cita requerida] 
Sin embargo el vocablo correcto es Acasaguastlán y existen diferentes significados de la palabra entre ellos como:
- «Hacer tiempo templado»
- «Tierra caliente»
- «Junto al agua sucia o ennegrecida»[cita requerida]

## Geografía física

### Clima
San Cristóbal Acasaguastlán tiene un Clima semiárido cálido (Clasificación de Köppen: BSh).
| Parámetros climáticos promedio de San Cristóbal Acasaguastlán | Parámetros climáticos promedio de San Cristóbal Acasaguastlán | Parámetros climáticos promedio de San Cristóbal Acasaguastlán | Parámetros climáticos promedio de San Cristóbal Acasaguastlán | Parámetros climáticos promedio de San Cristóbal Acasaguastlán | Parámetros climáticos promedio de San Cristóbal Acasaguastlán | Parámetros climáticos promedio de San Cristóbal Acasaguastlán | Parámetros climáticos promedio de San Cristóbal Acasaguastlán | Parámetros climáticos promedio de San Cristóbal Acasaguastlán | Parámetros climáticos promedio de San Cristóbal Acasaguastlán | Parámetros climáticos promedio de San Cristóbal Acasaguastlán | Parámetros climáticos promedio de San Cristóbal Acasaguastlán | Parámetros climáticos promedio de San Cristóbal Acasaguastlán | Parámetros climáticos promedio de San Cristóbal Acasaguastlán |
| Mes                                                           | Ene.                                                          | Feb.                                                          | Mar.                                                          | Abr.                                                          | May.                                                          | Jun.                                                          | Jul.                                                          | Ago.                                                          | Sep.                                                          | Oct.                                                          | Nov.                                                          | Dic.                                                          | Anual                                                         |
| ------------------------------------------------------------- | ------------------------------------------------------------- | ------------------------------------------------------------- | ------------------------------------------------------------- | ------------------------------------------------------------- | ------------------------------------------------------------- | ------------------------------------------------------------- | ------------------------------------------------------------- | ------------------------------------------------------------- | ------------------------------------------------------------- | ------------------------------------------------------------- | ------------------------------------------------------------- | ------------------------------------------------------------- | ------------------------------------------------------------- |
| Temp. máx. media (°C)                                         | 30.5                                                          | 32.5                                                          | 34.6                                                          | 35.3                                                          | 34.6                                                          | 32.8                                                          | 32.1                                                          | 32.9                                                          | 32.3                                                          | 31.4                                                          | 30.9                                                          | 30.1                                                          | 32.5                                                          |
| Temp. media (°C)                                              | 24.8                                                          | 26.4                                                          | 28.0                                                          | 29.0                                                          | 28.7                                                          | 27.3                                                          | 26.7                                                          | 27.3                                                          | 27.0                                                          | 26.3                                                          | 25.7                                                          | 25.0                                                          | 26.9                                                          |
| Temp. mín. media (°C)                                         | 19.2                                                          | 20.3                                                          | 21.5                                                          | 22.8                                                          | 22.8                                                          | 21.8                                                          | 21.8                                                          | 21.4                                                          | 21.7                                                          | 21.2                                                          | 20.5                                                          | 20.0                                                          | 21.3                                                          |
| Precipitación total (mm)                                      | 1                                                             | 2                                                             | 4                                                             | 22                                                            | 68                                                            | 165                                                           | 127                                                           | 93                                                            | 173                                                           | 99                                                            | 19                                                            | 1                                                             | 774                                                           |
| Fuente: Climate-Data.org                                      |                                                               |                                                               |                                                               |                                                               |                                                               |                                                               |                                                               |                                                               |                                                               |                                                               |                                                               |                                                               |                                                               |

### Ubicación geográfica
San Cristóbal Acasaguastlán se encuentra a una distancia de 28 kilómetros de la cabecera departamental Guastatoya. San Agustín Acasaguastlán se encuentra ubicado entre el norte de El Jícaro, al oeste de Usumatlán municipio del departamento de Zacapa y al sureste de San Agustín Acasaguastlán. Se encuentra ubicado en la carretera interoceánica (CA-9), 101 km de la capital Ciudad de Guatemala.
| Noroeste: San Agustín Acasaguastlán |                |                 |
| Oeste: San Agustín Acasaguastlán    |                | Este: Usumatlán |
|                                     | Sur: El Jícaro |                 |

## Gobierno municipal
Los municipios se encuentran regulados en diversas leyes de la República, que establecen su forma de organización, lo relativo a la conformación de sus órganos administrativos y los tributos destinados para los mismos.  Aunque se trata de entidades autónomas, se encuentran sujetos a la legislación nacional y las principales leyes que los rigen desde 1985 son:
| N.º | Ley                                                | Descripción |
| --- | -------------------------------------------------- | --- |
| 1   | Constitución Política de la República de Guatemala | Tiene una regulación legal específica para los municipios en los artículos 253 al 262. |
| 2   | Ley Electoral y de Partidos Políticos              | Ley de carácter constitucional aplicable a los municipios en el tema de la conformación de sus autoridades electas. |
| 3   | Código Municipal                                   | Decreto 12-2002 del Congreso de la República de Guatemala. Tiene la categoría de ley ordinaria y contiene preceptos generales aplicables a todos los municipios, e inclusive contiene legislación referente a la creación de los municipios.             |
| 4   | Ley de Servicio Municipal                          | Decreto 1-87 del Congreso de la República de Guatemala. Regula las relaciones entra la municipalidad y los servidores públicos en materia laboral. Tiene su base constitucional en el artículo 262 de la constitución que ordena la emisión de la misma. |
| 5   | Ley General de Descentralización                   | Decreto 14-2002 del Congreso de la República de Guatemala. Regula el deber constitucional del Estado, y por ende del municipio, de promover y aplicar la descentralización y desconcentración económica y administrativa.                                |

El gobierno de los municipios está a cargo de un Concejo Municipal mientras que el código municipal —ley ordinaria que contiene disposiciones que se aplican a todos los municipios— establece que «el concejo municipal es el órgano colegiado superior de deliberación y de decisión de los asuntos municipales […] y tiene su sede en la circunscripción de la cabecera municipal»; el artículo 33 del mencionado código establece que «[le] corresponde con exclusividad al concejo municipal el ejercicio del gobierno del municipio».
El concejo municipal se integra con el alcalde, los síndicos y concejales, electos directamente por sufragio universal y secreto para un período de cuatro años, pudiendo ser reelectos.
Existen también las Alcaldías Auxiliares, los Comités Comunitarios de Desarrollo (COCODE), el Comité Municipal del Desarrollo (COMUDE), las asociaciones culturales y las comisiones de trabajo. Los alcaldes auxiliares son elegidos por las comunidades de acuerdo a sus principios y tradiciones, y se reúnen con el alcalde municipal el primer domingo de cada mes, mientras que los Comités Comunitarios de Desarrollo y el Comité Municipal de Desarrollo organizan y facilitan la participación de las comunidades priorizando necesidades y problemas.

## Historia

### Época precolombina
La historia de Acasaguastlán, tiene sus orígenes en la propia cultura maya, sus habitantes están emparentados con las culturas de Copán y Quiriguà. En el siglo IX y X invasiones Nahath  (Nahoas) se asientan en los alrededores de Acasaguastlán conformando un mestizaje cultural que seguramente dio origen a la lengua original y única del lugar conocida como la lengua Tlacabalteca, ó Alaguilac.

### Época colonial
Tras la conquista española en el siglo xvi, se fundó el poblado de San Cristóbal, reduciendo a los aborígenes del lugar al sistema de doctrinas y encomiendas; se acostumbraba someter a los pueblos conquistados  y obligarlos a que vivieran en cerros y montañas de manera esparcida, obligándolos a que desalojaran el Tinamit (pueblo o ciudad) como centro religioso, político y comercial.[cita requerida]
Al momento de la conquista el lugar donde ahora se asienta Acasaguastlán era un importante santuario religioso, que era considerado como un lugar santo y sagrado para los indígenas locales, situado en las márgenes del río Motagua y muy cerca de la moderna cabecera del municipio de San Cristóbal Acasaguastlán.  Este lugar sagrado contaba únicamente con montículos de culto conocidos como «Guaytán».[cita requerida]  Esta preponderancia religiosa y política es aprovechada por los españoles para convertir a los habitantes del Estado Prehispánico de Acasaguastlán en colonia española.
San Cristóbal Acasaguastlán es un municipio que tiene un amplio legado cultural e histórico que data desde el tiempo de la colonia, siendo su iglesia católica el vestigio fiel e importante de la influencia y presencia española en la región oriental de Guatemala; históricamente fue un centro de convergencia y de comercio de los españoles quienes viajaban por el río Motagua hacia el mar Caribe y la ciudad de Santiago de los Caballeros de Guatemala y la Ciudad de Guatemala.[cita requerida]

### Tras la Independencia de Centroamérica
San Cristóbal tuvo un lugar importante en los movimientos independentistas de 1821, fijándose su plaza central como el primer lugar donde se dieron los primeros gritos de independencia en Guatemala.[cita requerida]
El Estado de Guatemala fue definido de la siguiente forma por la Asamblea Constituyente de dicho estado que emitió la constitución del mismo el 11 de octubre de 1825: «el estado conservará la denominación de Estado de Guatemala y lo forman los pueblos de Guatemala, reunidos en un solo cuerpo.  El estado de Guatemala es soberano, independiente y libre en su gobierno y administración interior.»
Acasaguastlán fue uno de los municipios originales del Estado de Guatemala fundado en 1825; estaba en el departamento de Chiquimula, cuya cabecera era el municipio del mismo nombre, y tenía a los municipios de Zacapa, Acasaguastlán, Sansaria, Esquipulas, Jalapa, Mita.
La constitución del Estado de Guatemala promulgada el 11 de octubre de 1825 estableció los circuitos para la administración de justicia en el territorio del Estado;  en dicha constitución se menciona que San Cristóbal Acasaguastlán —llamada entonces solamente «Acasaguastlán»— pertenecía entonces al circuito de Acasaguastlán en el Distrito N.4 (Chiquimula) junto con San Agustín, Sanarate, Tocoy, Magdalena, Agua Blanca, Chimalapa, San Clemente y Guastatoya.

### Departamento de El Progreso
El municipio de San Cristóbal Acasaguastlán  pertenecía a Zacapa antes de que el decreto 683 del 13 de abril de 1908 del gobierno del licenciado Manuel Estrada Cabrera creara el Departamento de El Progreso.  El decreto de fundación decía que por la actividad comercial suscitada en los puntos por donde la vía férrea interoceánica pasaa se requería la más próxima vigilancia de las Autoridades no sólo para conservar el orden sino para encauzar las diversas corrientes del adelanto a un fin común se creó el departamento de El Progreso comprendiendo los siguientes Municipios: Cabañas, Acasaguastlán, Morazán, Sanarate, San Antonio La Paz, San José del Golfo, Guastatoya, Sansaria y las aldeas que están al Noroeste de Chiquimula formando la mitad de dicho Municipio.
Tras el derrocamiento de Estrada Cabrera en abril de 1920, el departamento se suprimió por el decreto gubernativo No. 756 del 9 de junio de 1920 del gobierno de Carlos Herrera y Luna, por no llenar las aspiraciones que el gobierno tuvo en mira para su creación, volviendo los municipios que lo conformaban a los departamentos a que pertenecían, con excepción de Guastatoya que formó parte de Guatemala.
El gobierno del general Jorge Ubico emitió el decreto legislativo de 1965 del 3 de abril de 1934 por medio del cual se creó de nuevo el Departamento de El Progreso retornando nuevamente el municipio de San Cristóbal Acasaguastlán al mismo. 
En el municipio de San Cristóbal Acasaguastlán al igual que el resto de municipios del departamento, únicamente se habla el idioma español. Pese a que en la historia se remonta que en este municipio estuvieron asentados grupos pipiles, poqomames y chort’ís, en la actualidad no se conservan ningún traje que represente a la región; lo que si se conserva aún es la elaboración de algunas comidas típicas.

## Religión
En este municipio se profesa la religión católica y evangélica.  Aunque no se cuenta con datos acerca del total de personas que profesan cada religión, según la DMP, tanto en el área urbana como rural hay un buen porcentaje de población que profesa la religión evangélica, quienes cuentan con sus propios templos religiosos, evidenciándose mayor número de iglesias evangélicas en la Aldea de la Estancia de la Virgen que para el año 2010 contaba con un total de seis iglesias evangélicas.
El municipio cuenta con cinco iglesias católicas ubicadas en: Cabecera Municipal, El Manzanal, Estancia de la Virgen, San Luis Buena Vista, Piedras Blancas; mientras que el resto de las comunidades cuenta con oratorios. En este apartado hay que destacar que la iglesia de la cabecera municipal se ha constituido en un monumento patrimonial ya que data desde la colonia española; construida en el año 1,654 esta iglesia cuenta con un bagaje histórico.  Actualmente la municipalidad es la encargada de darle mantenimiento y de manera coordinada con el Instituto Guatemalteco de Turismo se está promoviendo su existencia, que junto con la riqueza natural que posee el municipio, puede convertirse en un destino más para los turistas extranjeros.

## Costumbres y tradiciones

### Fiesta patronal
Entre las principales fiestas del municipio de San Cristóbal Acasaguastlán están las celebraciones de Ferias Titulares y/o Patronales,   las cuales se realizan en la cabecera municipal, Estancia de la Virgen, Piedras Blancas, San Luis Buena Vista, Cruz del Valle, El Manzanal.  La feria patronal del municipio es el 30 de julio y se celebra a San Cristóbal.
Las actividades que sobresalen en la celebración de estas ferias pueden mencionarse: Bailes, jaripeos, encuentros deportivos, procesiones de los patronos de cada comunidad. Existe un comité de feria que se mantiene debido a actividades culturales y deportivas así como religiosas en las diversas comunidades, quienes se organizan para celebrar a su santo patrono.

### Lugares sagrados
El listado nacional de monumentos arqueológicos y patrimoniales, se registra la existencia de 12 sitios, algunos de ellos con manejo de arco falso maya; además es necesario mencionar que en el territorio se han encontrado contenedores cerámicos con piezas de lítica menor como piedras de moler, ofrendas capitales y algunos instrumentos musicales, así como algunas tumbas importantes y algunos osarios con fondo de discos y piedras de lajas (Municipalidad de San Cristóbal Acasaguastlán 2010).

### Comidas típicas
Entre las principales comidas típicas del municipio de San Cristóbal Acasaguastlán, se pueden mencionar, los Tayuyos, shucos, tamales, shisha, el ayote en dulce, moyetes, fresco chamalaju, dulce de melcocha, pollo en loroco.

## Educación
San Cristóbal Acasaguastlán es el primer municipio en todo el país de Guatemala en estar libre de analfabetismo, reportando una tasa de alfabetización del 100%.